# 浦田わたる
浦田 わたる（うらた わたる、1989年8月9日 – ）は、日本の男性声優、歌手。埼玉県出身。スワロウ所属。以前は高橋 渉としてケンユウオフィスに所属していた。
2016年5月2日、ニコニコ動画で活動している「浦島坂田船」のメンバー・うらたぬきであることを明かした。

## 人物
3兄弟の次男。
日本工学院専門学校卒。
もともとねとらじで配信をしていたが2009年より、ニコニコ動画及びYouTubeでうらたぬきとして活動している。イメージカラーは緑。リスナーの名称は「こたぬき」、肩の上に乗っているたぬきの名前は「やまだぬき(︎︎♀)」(CV.代永翼)。
うらたぬきという名前は、本名の「わたる」をローマ字にして（Wataru）、後ろから読むと「うらた」（urata〈W〉）になることに由来する。当時、動物の名前を含んだ名前が流行っていたため、一番しっくりきた「たぬき」と合わせて「うらたぬき」となった。
好きな食べ物は　メンチカツ、ハンバーグなどの肉類、甘いもの
苦手な食べ物は　甲殻類、パサパサの豚肉、骨が目立つ魚(例:鰻)、レバー、酢豚などの酢の物(もずく酢は食べられる)、マヨネーズ味の濃いポテトサラダ、タルタルソース。オレンジアレルギーがある。
浦島坂田船のメンバーであるとなりの坂田。（あほの坂田）、志麻、センラをはじめ、まふまふ、そらる、天月などと仲が良い。
浦島坂田船のメンバーおよびリーダーを務めており、毎週月曜日には「浦島坂田船のげつようび。」と称した配信を行っている（TwitCasting、YouTubeライブにて）。
飼い犬の名前は「あき」（メス）
学生時代にボクシングに打ち込んでいた過去があり、現在でも体作りには人一倍ストイックである。

## 出演

### テレビアニメ
2014年
- のうりん（生徒）

2016年
- ALL OUT!!（健部知道、新井祐行）
- おはよう!コケッコーさん（ピーム、ピート）
- DAYS（鳥飼翔）
- 虹色デイズ（筧）
- 美少女遊戯ユニット クレーンゲールGalaxy（難波さん、記者・プレゼン会場観客、GAME BOXの客）

2017年
- BORUTO-ボルト- -NARUTO NEXT GENERATIONS-（クロヤギ・タヨリ）
- ピカイア!!（ハリー）
- ロクでなし魔術講師と禁忌教典（生徒A）
- 異世界はスマートフォンとともに。（男、兵士、デュラハン）

2018年
- 結城友奈は勇者である -勇者の章-
- 怪獣娘 〜ウルトラ怪獣擬人化計画〜
- サンリオ男子（弓道部員）
- Cutie Honey Universe（アナウンサー、PCIS捜査官1、警官、パペットパンサー1、ハニー軍団1）
- 邪神ちゃんドロップキック（2018年 - 2020年、マコーレ、外国人B）- 2シリーズ
- その時、カノジョは。（ユウタ、バーテンダー）
- キラッとプリ☆チャン（2018年 - 2020年、三枝タカヤ）

2019年
- ピアノの森（アン・チャンス）
- KING OF PRISM -Shiny Seven Stars-（五反田ココロ、コンテスト司会者、不良）
- 真夜中のオカルト公務員（中村巡査）
- ダイヤのA actII（2019年 - 2020年、高津広臣）
- トライナイツ（片城雪也）
- 浦島坂田船の日常（うらた） - うらたぬき名義
- ACTORS -Songs Connection-（神樂蒼介）
- 歌舞伎町シャーロック（まっつん）
- アフリカのサラリーマン（卑屈兎）

2020年
- 地縛少年花子くん（男子生徒A）

2021年
- 闘神機ジーズフレーム（砲撃士2）

2022年
- 咲う アルスノトリア すんっ!（アルフレート・フス）

2023年
- 異世界のんびり農家（グッチ）

### オーディオドラマ
- 自称”超能力少女・三船ユリ（2022年）

### 劇場アニメ
- KING OF PRISM by PrettyRhythm（2016年、アイドルA）
- KING OF PRISMシリーズ（2017年 - 2024年、五反田ココロ） - 3作品[一覧 1]
- 好きになるその瞬間を。〜告白実行委員会〜（2016年、男子生徒B） - うらたぬき名義
- KING OF PRISM-Your Endless Call-み〜んなきらめけ!プリズム☆ツアーズ（2025年、三枝タカヤ[13]）

### OVA
- 虹色デイズ（2016年、筧） - コミックス第13巻アニメDVD同梱版

### ナレーション
- 恋を知らない僕たちは
- 欠点ある恋人たち 予告編（2020年）
- 「改訂版　ゼッタイわかる　中1英語」（日本語音声）
- 神さまSHOPでチートの香り
- CX FODオリジナルドラマ「こんな未来は聞いてない!!」
- 脳内ポイズンベリー（2022年）

### 舞台
- 戯曲音劇「星の王子さま」（2023年王子さま）

### プロジェクト
- ReFlap（支配人）
- Disney 声の王子様 Voice Stars Dream Selection III（2021年）
- アオペラ -aoppella!?-（2021年、紫垣明）
- HANDEAD ANTHEM（2021年、「ALBA」龍門 樹 「修羅浄土」皆野 幸 ）
- 星芥ショータイム（2023年、藤林 七夜 ）

### ドラマCD
- けいさつのおにーさん（穂刈弟） - コミックス第2巻ドラマCD付き限定版[14]
- 空と原（男子生徒）
- ナジュムの星空（バーリド）
- 何かいいもの見つけた!（高三男子アナウンス）
- 春を抱いていた 10（AD）
- ボクラノキセキ（男子高生2、中学の先輩1）
- 俺たちマジ校デストロイ（矢野喜助）
- お母さんみたいな彼の進くん(進くん)
- アオペラ（2022年、紫垣明）

### ゲーム

#### アプリ
- ドラゴンジェネシス（ヴァンパイア）
- CROSS☓BEATS（『Perfectionism』収録） - 高橋渉 feat. 2d6名義
- サウザンドメモリーズ（カイト、サルキス、デール）
- シチュカレ/シチュカレアラーム（ヤンデレカレシ・夏月）
- ブラウンダスト（シグムンド）
- カタルシステージ（柑子皐月）
- Five Kingdom（ゴクウ、ハク）
- Sdorica（ナイジェル）[15]
- Q&Qアンサーズ（オデュッセウス）
- HELLO HERO EPIC BATTLE（アイシー、アグニド・Jr、キャンディレンジャー・ブラック）
- Need for Speed Most Wanted（Interceptor-2）
- 外見至上主義（北原流星）
- キングダムオブヒーロー（2020年、アーサー[16]）
- 逆転オセロニア（2020年、タケミカヅチ）
- アーミラリスフィア（宇都見亮輔）
- HoneyWorks Premium Live（2020年、塔上沙良）
- 咲うアルスノトリア（2021年、アルフレート・フス）
- 東京ディバンカー（2024年、灰園翔平）

#### PCソフト
- セヴンデイズ あなたとすごす七日間（紀伊国屋将）
- LOST SMILE（2020年）
- Dreamin' Her - 僕は、彼女の夢を見る。（2022年、紀伊国屋将[17]）

#### ブラウザ
- SIX SICKS（伊奈海音）
- ハンサムB☆Y's〜恋する君に死ぬほど夢中〜（うらたぬき）
- ルチアーノ同盟（2021年、オット）

#### コンシューマー
- 牧場物語 Let's!風のグランドバザール（2025年、アギ[18]）

### ボイスオーバー
- 希望のフィールド ウガンダ少年野球チーム（アシャラス、トニー、クウェート少年）
- プロジェクト・ランウェイ11（サム・ドノヴァン）

### 吹き替え
- 外見至上主義（2022年、イ・ジンソン[19]）
- ザ・ミッシング〜囚われた少女〜（英語版）（マシュー・ウェブスター）
- ヒトラーの忘れもの（エルンスト・レスナー）
- リトル・パイレーツ セイバートゥース海賊団と黄金の国（ノルウェー語版）（ピンキー）
- マッド・ドライヴ（ダレン）

### DVD
- 「ひきこもりでも旅がしたい！vol.2」〜タイムスリップ・年甲斐もなく高校生に戻った僕ら〜（2017年3月31日、放送委員 役）
- 「浦島坂田船Four the C」特典A 「浦島坂田船No.1の運動王は俺だ!!決定戦」（2017年7月05日）
- 「ひきこもりでも旅がしたい！vol.3」〜雨ニモ負ケテ風ニモ負ケテ・南の島沖縄編〜（2017年10月14日、班員 役）
- 「浦島坂田船v-enus」初回限定盤A 特典DVD-A 「浦島坂田船ファンスポーツをやってみた」（2018年7月4日）
- 「浦島坂田船v-enus」初回限定盤B 特典DVD-B 「浦島坂田船いちの浦島坂田船 想いは俺だ！選手権」（2018年7月4日）
- 「浦島坂田船＄HUFFLE」初回限定盤A 特典DVD-A 「浦島坂田船のキャンプ日和」（2019年6月26日）
- 「浦島坂田船＄HUFFLE」初回限定盤B 特典DVD-B 「浦島坂田船を格付けてみた」（2019年6月26日）
- 「浦島坂田船RAINBOW」初回限定版 特典DVD「懐かしの”TVバラエティ”王決定戦！」（2020年11月25日）
- 「浦島坂田船RAINBOW」あにばーさる特典CDメイキング映像（2020年11月25日）
- 「浦島坂田船L∞VE」初回限定版C 特典DVD「浦島坂田船イチの優等生は誰だ？聖L∞VE学園 抜き打ちテスト！」（2021年7月7日）
- 「浦島坂田船Toni9ht」初回限定版A 特典DVD-A「浦島坂田船ビビリ度チェック！ 〜恐怖の肝試し〜」(2022年7月6日)
- 「浦島坂田船Toni9ht」初回限定版B 特典DVD-B「浦島坂田船でグランピング！ 〜自然と触れ合おう〜」(2022年7月6日)
- 「浦島坂田船Toni9ht」初回限定版C 特典DVD-C「浦島坂田船の休日！ 〜おうちでワイワイするよ〜」(2022年7月6日)
- 「 SHINY」初回限定版［+特典DVD］†Peacock Epoch† MV/†Peacock Epoch† CENTER CAM ver./†Peacock Epoch† MAKING（2023年4月5日）
- 「浦島坂田船のよにんたび。」（2023年4月5日）
- 「浦島坂田船Plusss」初回限定版A（浦島坂田船Ver.）特典DVDご当地ロケキング決定戦!（浦島坂田船ver.）（2023年7月12日）
- 「浦島坂田船Plusss」初回限定版B（うらたぬきVer.）特典DVDご当地ロケキング決定戦!（うらたぬきver.）（2023年7月12日）
- 「浦島坂田船Plusss」初回限定版C（志麻Ver.）特典DVDご当地ロケキング決定戦!（志麻ver.）（2023年7月12日）
- 「浦島坂田船Plusss」初回限定版D（となりの坂田。Ver.）特典DVDご当地ロケキング決定戦!（となりの坂田。ver.）（2023年7月12日）
- 「浦島坂田船Plusss」初回限定版E（センラVer.）特典DVDご当地ロケキング決定戦!（センラver.）（2023年7月12日）

### インターネット番組
- ひきこもりでも〇〇したい！（2018年 - 2019年、Yahoo! JAPAN） - うらたぬき名義[20]
- ひきこもりでも〇〇したい！2nd（2019年 - 2020年、Yahoo! JAPAN） - うらたぬき名義

### その他
- 脳内ポイズンベリー（2015年、黒田） - 劇場音声出演
- Dolce（2018年 - 2021年、塔上沙良） - 浦田わたる名義
- 恋を知らない僕たちは コミックス第5巻PV（2019年）[21]

## ディスコグラフィ

### 配信限定シングル
| 発売日         | タイトル             | レーベル                                    |
| -------------- | -------------------- | ------------------------------------------- |
| 2021年8月6日   | 恋のMAGIC            | NBCユニバーサル・エンターテイメントジャパン |
| 2021年8月6日   | SWEETS DATE          | NBCユニバーサル・エンターテイメントジャパン |
| 2021年10月15日 | OHAYO                | NBCユニバーサル・エンターテイメントジャパン |
| 2024年2月18日  | たぬきのぽんぽこ祭り | (自主レーベル)                              |

### キャラクターソング
| 発売日   | 商品名                                                         | 歌 | 楽曲                                                     | 備考                                                                    |
| 2017年   | 2017年                                                         | 2017年 | 2017年                                                   | 2017年                                                                  |
| -------- | -------------------------------------------------------------- | --- | -------------------------------------------------------- | ----------------------------------------------------------------------- |
| 9月27日  | 劇場版KING OF PRISM -PRIDE the HERO- Song&Soundtrack           | The シャッフル | 「恋のロイヤルストレートフラッシュ」                     | 劇場アニメ『KING OF PRISM -PRIDE the HERO-』挿入歌                      |
| 2018年   |                                                                | |                                                          |                                                                         |
| 1月10日  | 俺たちマジ校デストロイ                                         | マジ校デストロイ | 「俺たちマジ校デストロイ」                               | 『俺たちマジ校デストロイ』関連曲                                        |
| 2019年   |                                                                | |                                                          |                                                                         |
| 4月3日   | 一切合切デストロイ                                             | マジ校デストロイ | 「一切合切デストロイ」                                   | 『俺たちマジ校デストロイ』関連曲                                        |
| 10月9日  | KING OF PRISM -Shiny Seven Stars- Song&Soundtrack              | The シャッフル | 「ファイブカードは突然に…」                              | テレビアニメ『KING OF PRISM -Shiny Seven Stars-』挿入歌                 |
| 10月30日 | ティターニア                                                   | サクタスケ | 「ティターニア」                                         | テレビアニメ『ACTORS -Songs Connection-』オープニングテーマ             |
| 10月30日 | ティターニア                                                   | サクタスケ | 「アメノオト」                                           | テレビアニメ『ACTORS -Songs Connection-』関連曲                         |
| 10月30日 | INAZUMA SHOCK                                                  | サクタスケ | 「INAZUMA SHOCK」                                        | テレビアニメ『ACTORS -Songs Connection-』エンディングテーマ             |
| 11月20日 | ACTORS -Songs Connection- キャラクターソング Vol.4 神樂蒼介    | 神樂蒼介（浦田わたる） | 「ROUGH DIAMOND SONG」                                   | テレビアニメ『ACTORS -Songs Connection-』関連曲                         |
| 11月20日 | ACTORS -Songs Connection- キャラクターソング Vol.4 神樂蒼介    | 神樂蒼介（浦田わたる）、往田詩（保住有哉） | 「偶像パラダイム」                                       | テレビアニメ『ACTORS -Songs Connection-』挿入歌                         |
| 11月20日 | ACTORS -Songs Connection- キャラクターソング Vol.6 往田詩      | サクタスケ | 「START!!」                                              | テレビアニメ『ACTORS -Songs Connection-』挿入歌                         |
| 2020年   |                                                                | |                                                          |                                                                         |
| 1月8日   | ACTORS -Songs Connection- キャラクターソング Vol.12 Duet Songs | 神樂蒼介（浦田わたる）、往田詩（保住有哉） | 「未完成ベロシティ」                                     | テレビアニメ『ACTORS -Songs Connection-』関連曲                         |
| 3月25日  | LOVEグラフィティ                                               | KING OF PRISM ALL STARS | 「ドラマチックLOVE -ALLSTARS THANKS ver.-」              | 劇場アニメ『KING OF PRISM ALL STARS -プリズムショー☆ベストテン-』関連曲 |
| 5月20日  | ACTORS-Singing Contest Edition-sideB                           | 神樂蒼介（浦田わたる） | 「二息歩行」                                             | キャラクターCD『ACTORS』関連曲                                          |
| 8月19日  | ライブアダイバー                                               | サクタスケ | 「ライブアダイバー」 「空色の地図」 「未完成ベロシティ」 | テレビアニメ『ACTORS -Songs Connection-』関連曲                         |
| 2021年   |                                                                | |                                                          |                                                                         |
| 4月15日  | AWAKE                                                          | 天神コウ・冨着ずみ・嘉間良眩・春野穏人（小松昌平）、嘉間良流・鬼童町信乃・比作天外・久重護（益山武明）、三次利狂・杁敦豪・真我里依留・藻津ノラ（増元拓也）、和食雷我・黒崎隆景・石垣真那人・白島溺（濱健人）、ハンヒジュン・宇甘ガラ（榊原優希）、龍門樹・皆野幸（浦田わたる）、九里シモン・知花源次朗（熊谷健太郎） | 「AWAKE」                                                | キャラクターCD『HANDEAD ANTHEM』関連曲                                  |
| 5月21日  | アオペラ -aoppella!?-                                          | FYA'M' | 「Think About U」                                        | 『アオペラ -aoppella!?-』関連曲                                         |
| 6月11日  | Go up                                                          | ALBA | 「Go up」                                                | キャラクターCD『HANDEAD ANTHEM』関連曲                                  |
| 7月14日  | SCREAM                                                         | 修羅浄土 | 「SCREAM」                                               | キャラクターCD『HANDEAD ANTHEM』関連曲                                  |
| 9月24日  | アオペラ -aoppella!?-2                                         | FYA'M' | 「Come on up, Baby」                                     | 『アオペラ -aoppella!?-』関連曲                                         |
| 2022年   |                                                                | |                                                          |                                                                         |
| 2月10日  | アオペラ -aoppella!?-3                                         | FYA'M' | 「Let it snow, Let it snow, Let it snow」                | 『アオペラ -aoppella!?-』関連曲                                         |
| 6月15日  | アオペラ -aoppella!?- 1st ALBUM -A-                            | リルハピ、FYA'M' | 「アオペラの「ア」-introduction song-」                  | 『アオペラ -aoppella!?-』関連曲                                         |
| 6月15日  | アオペラ -aoppella!?- 1st ALBUM -A-                            | FYA'M' | 「Follow Me」                                            | 『アオペラ -aoppella!?-』関連曲                                         |
| 9月16日  | アオペラ -aoppella!?-4                                         | FYA'M' | 「Voice, Heart, Body & Soul」                            | 『アオペラ -aoppella!?-』関連曲                                         |
| 2023年   |                                                                | |                                                          |                                                                         |
| 4月21日  | アオペラ -aoppella!?-5                                         | FYA'M' | 「カラフル」                                             | 『アオペラ -aoppella!?-』関連曲                                         |
| 9月27日  | アオペラ -aoppella!?-5.5                                       | リルハピ、FYA'M'、VadLip | 「5+6+6=Voice to Voice」                                 | 『アオペラ -aoppella!?-』関連曲                                         |
| 9月27日  | アオペラ -aoppella!?-5.5                                       | FYA'M' | 「5+6+6=Voice to Voice -Do The FYA'M'-」                 | 『アオペラ -aoppella!?-』関連曲                                         |

### その他参加作品
| 発売日         | 商品名                                                                                  | 歌 | 楽曲                                      | 備考                                                                     |
| -------------- | --------------------------------------------------------------------------------------- | --- | ----------------------------------------- | ------------------------------------------------------------------------ |
| 2019年3月13日  | Connected to Disney                                                                     | うらたぬき | 「君はともだち」                          |                                                                          |
| 2019年3月13日  | Connected to Disney                                                                     | うらたぬき、となりの坂田。 | 「君がいないと」                          |                                                                          |
| 2019年3月13日  | Connected to Disney                                                                     | まふまふ、天月-あまつき-、96猫、そらる、うらたぬき、となりの坂田。                                                                     | 「美女と野獣」                            |                                                                          |
| 2019年6月5日   | 恋より甘いDolceはいかが？                                                               | Dolce | 「イロドレ」                              |                                                                          |
| 2019年6月5日   | 恋より甘いDolceはいかが？                                                               | 塔上沙良（浦田わたる） | 「依存の海」                              |                                                                          |
| 2019年6月5日   | 恋より甘いDolceはいかが？                                                               | Dolce | 「ベビベビ」                              |                                                                          |
| 2019年7月1日   | アイドルが恋しちゃだめですか？                                                          | 塔上沙良（浦田わたる） | 「アイドルが恋しちゃだめですか？」        | 小説『Dolce アイドルが恋しちゃだめですか？』アニメイト限定セットに付属。 |
| 2021年2月24日  | Disney 声の王子様 Voice Stars Dream Selection III                                       | 浦田わたる | 「ひと足お先に」                          |                                                                          |
| 2021年2月24日  | Disney 声の王子様 Voice Stars Dream Selection III                                       | 伊東健人、植田圭輔、浦田わたる、太田基裕、岡宮来夢、木村良平、島﨑信長、仲田博喜、仲村宗悟、三浦宏規、森久保祥太郎、加藤和樹、浪川大輔 | 「小さな世界」 「ミッキーマウス・マーチ」 |                                                                          |
| 2021年2月24日  | Disney 声の王子様 Voice Stars Dream Selection III アニメイト特典CD                      | 浦田わたる | 「小さな世界」                            |                                                                          |
| 2021年3月26日  | 告白実行委員会 -FLYING SONGS- 愛してる                                                  | うらたぬき、Gom | 「FAKE STAR」                             |                                                                          |
| 2021年11月19日 | Disney 声の王子様 Voice Stars Dream Live 2021 特典DISC3                                 | 浦田わたる、島﨑信長 | 「パート・オブ・ユア・ワールド」          |                                                                          |
| 2021年11月19日 | Disney 声の王子様 Voice Stars Dream Live 2021 特典DISC3                                 | 伊東健人、植田圭輔、浦田わたる、太田基裕、岡宮来夢、木村良平、島﨑信長、仲田博喜、仲村宗悟、三浦宏規、森久保祥太郎                     | 「フィール・ザ・ラブ」                    |                                                                          |
| 2021年11月19日 | Disney 声の王子様 Voice Stars Dream Live 2021 アニメイト特典CD                          | 浦田わたる | 「ミッキーマウス・マーチ」                |                                                                          |
| 2022年8月13日  | 告白実行委員会 -FLYING SONGS- 恋してる                                                  | うらたぬき | 「女の子の愛って何？」                    |                                                                          |
| 2024年6月26日  | Hello Kitty 50th Anniversary Presents My Bestie Voice Collection with Sanrio characters | 浦田わたる | 「ハンギョドンのイケイケサンバ」          |                                                                          |
| 2024年6月26日  | Hello Kitty 50th Anniversary Presents My Bestie Voice Collection with Sanrio characters | 入野自由、浦田わたる、大塚剛央、加藤和樹、木村良平、鈴木崚汰、立花慎之介、豊永利行、仲村宗悟、堀江 瞬、牧島 輝、森 愁斗（BUDDiiS）     | 「KAWAII FESTIVAL」                       |                                                                          |
| 2024年6月26日  | Hello Kitty 50th Anniversary Presents My Bestie Voice Collection with Sanrio characters | 入野自由、浦田わたる、大塚剛央、加藤和樹、木村良平、鈴木崚汰、立花慎之介、豊永利行、仲村宗悟、堀江 瞬、牧島 輝、森 愁斗（BUDDiiS）     | 「ハローキティ」                          |                                                                          |

## ワンマンライブ（たぬワン）
| 日程   | タイトル                                              | 会場 |
| ------ | ----------------------------------------------------- | --- |
| 2014年 | ワッフル劇場〜うらたぬきワンマンライブツアー〜        | 3都市・3公演 - 1月25日 大阪府 Namba Rockets - 1月26日 愛知県 栄MUJICA - 2月1日 東京都 吉祥寺CLUB SEATA |
| 2016年 | 初めてのHappy!!Birthday!!Live!!〜誕生日明日じゃね？〜 | 1都市・1公演 - 8月8日 東京都 LIQQUID ROOM |
| 2017年 | Uratanuki Birthday Live〜cute style〜                 | 1都市・2公演 - 東京都 TSUTAYA O-EAST |
| 2017年 | Uratanuki Birthday Live〜cool style〜                 | 1都市・2公演 - 東京都 TSUTAYA O-EAST |
| 2018年 | Uratanuki Birthday Live〜Greedy World〜               | 2都市・2公演 - 8月9日 東京都 ZeppDiverCity（TOKYO) - 8月11日 大阪府 なんばHatch |
| 2019年 | Uratanuki Birthday Live〜Unlimited〜                  | 2都市・2公演 - 8月9日 大阪府 ZeppNamba - 8月12日 東京都 ZeppTokyo |
| 2021年 | Uratanuki Birthday Online Live〜date〜                | 1公演 - 8月9日 オンライン |
| 2022年 | Uratanuki Birthday Live〜Love!Love!〜                 | 4都市・4公演 - 8月8日 愛知県 愛知県芸術劇場大ホール - 8月9日 東京都 LINE CUBE SHIBUYA - 8月28日 大阪府 フェニーチェ堺 - 8月31日 宮城県 仙台サンプラザホール |
| 2023年 | Uratanuki Birthday Live 2023〜Flower〜                | 5都市・5公演 - 8月4日 大阪府 Zepp Osaka Bayside - 8月7日 宮城県 SENDAI GIGS - 8月9日 東京都 Zepp Haneda（Tokyo） - 8月17日 福岡県 Zepp Fukuoka - 8月23日 愛知県 Zepp Nagoya |
| 2024年 | Uratanuki Birthday Live 2024〜JEWEL〜                 | 7都市・7公演 - 8月7日 宮城県 東京エレクトロンホール宮城 - 8月9日 神奈川県 パシフィコ横浜大ホール - 8月11日 愛知県 Niterra日本特殊陶業市民文化会館フォレストホール - 8月12日 福岡県 大阪府 フェニーチェ堺 - 8月16日 静岡県 清水文化会館マリナート大ホール ※台風7号の影響により、12月24日に延期 - 8月18日 福岡県 北九州ソレイユホール - 8月20日 埼玉 大宮ソニックシティ大ホール |

### ユニットメンバー
1. ↑  高田馬場ジョージGS（小林竜之）、五反田ココロ（浦田わたる）、御徒町ツルギ（橋本晃太朗）、鶯谷モンド（長谷徳人）、神田ミツバ（江田拓寛）
2. 1 2  トモ（浅沼晋太郎）、ニーナ（KENN）、メグ（花江夏樹）、キスケ（浦田わたる）、ミユ（小笠原仁）、ジュン（村上喜紀）、ユッキー（光富崇雄）
3. ↑  池袋エィス（小林竜之）、五反田ココロ（浦田わたる）、御徒町ツルギ（橋本晃太朗）、鶯谷モンド（長谷徳人）、神田ミツバ（江田拓寛）
4. 1 2 3  音之宮朔（梶原岳人）、神樂蒼介（浦田わたる）、往田詩（保住有哉）
5. ↑  柿原徹也、前野智昭、増田俊樹、寺島惇太、斉藤壮馬、八代拓、畠中祐、永塚拓馬、五十嵐雅、内田雄馬、蒼井翔太、武内駿輔、小林竜之、浦田わたる、橋本晃太朗、長谷徳人、江田拓寛
6. 1 2 3 4 5 6 7 8  是沢舞斗（小野友樹）、綾瀬光緒（豊永利行）、紫垣明（浦田わたる）、宗円寺朝晴（佐藤拓也）、猫屋敷由比（濱野大輝）、深海ふかみ（仲村宗悟）
7. ↑  ハンヒジュン（榊原優希）、龍門樹（浦田わたる）、九里シモン（熊谷健太郎）
8. ↑  知花源次朗（熊谷健太郎）、宇甘ガラ（榊原優希）、皆野幸（浦田わたる）
9. 1 2  鈴宮壱（木村良平）、丹波燐（逢坂良太）、雁屋園道貴（KENN）、四方ルカ（柿原徹也）、宗円寺雨夜（前野智昭）
10. ↑  春宮永臣（内田雄馬）、柊迫侃（小野賢章）、大里帆波（花江夏樹）、反郷粋（八代拓）、雛乃秀（増元拓也）、伊佐良和（武内駿輔）
11. 1 2  白雪風真（莉犬）、灰賀一騎（坂田明）、眠桔平（るぅと）、塔上沙良（浦田わたる）、豆井戸亘利翔（いそろく）

### シリーズ一覧
1. ↑  『KING OF PRISM -PRIDE the HERO-』（2017年）、『KING OF PRISM ALL STARS -プリズムショー☆ベストテン-』（2020年）、『KING OF PRISM -Dramatic PRISM.1-』（2024年）